# Жганево
Жганево — упразднённая деревня в Юсьвинском муниципальном округе Коми-Пермяцкого округа Пермского края России. Исключена из учётных данных в 2025 году.

## География
Деревня находится в западной части района, в пределах восточной окраины Восточно-Европейской равнины, на левом берегу реки Юсьвы, на расстоянии приблизительно 6 километров (по прямой) к юго-западу от села Юсьвы, административного центра округа. Абсолютная высота — 133 метра над уровнем моря.

### Климат
Климат характеризуется как умеренно континентальный, с продолжительной многоснежной холодной зимой и коротким умеренно тёплым летом. Средняя многолетняя температура самого холодного месяца (января) составляет −15,8 °С (абсолютный минимум — −53 °С), температура самого тёплого (июля) — 17,7 °С (абсолютный максимум — 38 °С). Среднегодовое количество осадков — 554 мм. Снежный покров держится в течение 170—190 дней в году.

## История
Известна с 1795 года. Максимальная численность населения в деревне была зафиксирована в 1908 году (201 человек). Административно входила в состав Юсьвинской волости Соликамского уезда.
В период с 2004 по 2019 годы входила в состав ныне упразднённого Юсьвинского сельского поселения Юсьвинского района.
В марте 2024 года принято решение на муниципальном уровне об упразднении Жганево.
В январе 2025 года официально упразднена.

## Население
| 2010 |
| ---- |
| 3    |

### Половой состав
По данным Всероссийской переписи населения 2010 года в половой структуре населения мужчины составляли 66,7 %, женщины — соответственно 33,3 %.

### Национальный состав
Согласно результатам переписи 2002 года, в национальной структуре населения коми-пермяки составляли 100 % из 13 чел.

## Известные уроженцы, жители
- Ярусов, Дмитрий Антонович (1914—1993) — Герой Социалистического Труда (1961).